# Христо Тодоров (художник)
Вижте пояснителната страница за други личности с името Христо Тодоров.
Христо Тодоров е виден български художник - живописец. Носител на почетното звание заслужил художник. Известен със своите картини изобразяващи български моми в традиционни носии.

## Биография и творчество
Христо Тодоров е роден на 5 септември 1935 г. в Жеравна. Завършва в първия випуск на Художествената гимназия в София. Завършва Художествената академия през 1961 г.
От 1961 г. до 1994 г. работи като сценограф и председател на художествения съвет на БНТ. Автор е на над 200 постановки на Теливизионния театър. За сценографията на пиесата „Тази малка земя“ на Георги Джагаров в Народен театър „Иван Вазов“ е награден с голямата награда на София.
Има 20 самостоятелни изложби в София, Сливен, Бургас, Карнобат, Стара Загора, Добрич, Пловдив, Жеравна, Козлодуй, Нова Загора и други. Участва в изложби на българска живопис в Швеция, Франция, Русия, Куба, Италия, Испания, Германия, Белгия и други. През 2005 г. открива самостоятелна изложба в Марсилия, Франция.
Негови творби са притежание на Националната художествена галерия, Софийска градска художествена галерия, Дрезденската художествена галерия, галериите в Сливен, Жеравна, Добрич, Стара Загора и други, както и на частни колекции в България, Австрия, Англия, Германия, Италия, Русия, Франция, Япония, САЩ, Канада, Белгия, Испания, Китай, Куба и други.
Носител на орден „Кирил и Методий“ първа, втора и трета степен. През 1984 г. получава звание „Заслужил художник“.
Умира през 2015 г.